# 卡洛斯·佩列格里尼
卡洛斯·恩里克·何塞·佩列格里尼·贝凡斯（西班牙語：Carlos Enrique José Pellegrini Bevans；1846年10月1日—1906年7月17日) ，阿根廷总统（1890年—1892年）。
在他的管理期间他清理了财务，创建了阿根廷国家银行(Banco de la Nación Argentina)和具有他的名字的有名望的高中: "Escuela Superior de Comercio Carlos Pellegrini" ，(著名的一所公立学校，布宜诺斯艾利斯大学下属中学)。
任期结束后，在1895年和1903年他担任了参议员，1906年他被选进了下院。

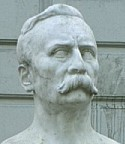
由雕刻家埃米尼奥·布洛塔做的胸像

| 前任： 弗朗西斯科·马德罗    | 阿根廷副总统 1886年—1890年 | 繼任： 何塞·埃瓦里斯托·乌里武鲁 |
| 前任： 米格尔·华雷斯·塞尔曼 | 阿根廷总统 1890年—1892年   | 繼任： 路易斯·萨恩斯·培尼亚     |